# 真田信繁
真田 信繁（さなだ  のぶしげ）は、安土桃山時代から江戸時代初期にかけての武将、大名。真田 幸村（さなだ ゆきむら）の名で広く知られている。官位である左衛門佐の名が呼称になることもあり、輩行名は源二郎もしくは源次郎。家系は源氏（清和源氏海野流）。
大坂夏の陣において徳川家康を追い詰め、死を厭わない決死の魂で本陣まで攻め込んだ活躍が江戸幕府や諸大名家の各史料に記録され、「日本一の兵（ひのもといちのつわもの）」とも評され、日本の国民的ヒーローともされている。後世に軍記物、講談、草双紙（絵本）などが多数創作され、更に明治-大正期に立川文庫の講談文庫本が幅広く読まれると、甲賀忍者である猿飛佐助を筆頭とした真田十勇士を従えて宿敵である徳川家康に果敢に挑む英雄的武将というイメージで、庶民にも広く知られる存在となった。

## 「真田幸村」の由来
「真田幸村」の名が広く知られているが、諱は「信繁」であって「幸村」ではないことが明らかになっている。その証明として、直筆の書状を始め、生前の確かな史料で「幸村」の名が使われているものは全く無い。信繁は道明寺の戦いで勇戦した家臣6名に対して、将棋の駒型の木片に戦功を書き記した感状を与えている。「繁」の字の下半分に花押を重ね書きする信繁の書き癖から翻刻された際に「信仍」「信妙」と誤写されているが、花押の形が信繁のものであると断定でき、死の前日まで「信繁」と名乗っていたことが確認できる。
また、「幸村」と署名した文書の写しが2通伝わるが（正本は伝わらず）、いずれも偽文書と判明している。
「幸村」の名が見られるようになったのは夏の陣が終わってから60年近く経った、寛文12年（1672年）に刊行された軍記物の『難波戦記』がその初出であると言われる。『難波戦記』では昌幸の次男「左衛門佐幸村」や「眞田左衛門尉海野幸村」との名乗りで登場するが、前述のようにこの名乗りを実際に使用した形跡はなく、大坂入り後の書状でも「信繁」を用いている。
しかし「幸村」という名乗りも根拠がないわけではなく、後世の史書にはしばしば見られる。例えば、かなり時代は降るが馬場政常『滋野通記』という史書では、兄・信之が生前、近習に「信繁は高野山に入った際、幸村に改名したと聞いている」と語ったという話も載せられていた。「幸」は真田家や（真田家の本家にあたる）海野家の通字である。また、「村」については村正は幸村の佩刀であったとか、介錯に村正が用いられたという話があり、これらに尾ひれがついたことで「幸村」の名は元禄時代には広く知られていた。
そのため、元禄14年（1701年）に書かれた『桃源遺事』（徳川光圀の言行録）では既に、編集者の三木之幹、宮田清貞、牧野和高らがわざわざ、幸村は誤り、信仍が正しいと書き記したほどである。
時代が下るにつれて「幸村」の名があまりに定着したため、江戸幕府編纂の系図資料集である『寛政重修諸家譜』や兄・信之の子孫が代々藩主を務めた松代藩の正式な系図までもが「幸村」を採用した。
松代藩が作成した系図の『真田家系図書上案』では信繁だけだが、『真田家系譜』になると幸村が現れる。大坂夏の陣から200年近く後、文化6年（1809年）、徳川幕府の大目付から「幸村」名についての問い合わせを受けた松代藩・真田家は、「当家では、『信繁』と把握している。『幸村』名は、彼が大坂入城後に名乗ったもの」との主旨で回答している。
篠原幸久は論文で、武田信玄の同母弟に典厩信繁がおり、難波戦記の作者らには真田信繁の活躍を描く効果上、その旧主家一門の著名な同名者の呼称を避ける意図があり、信繁の名乗りが否定されて幸村が案出されたのであろうと主張する。
信繁の発給文書は20点が確認でき、花印は9回変えている。

## 生涯

真田幸村公騎馬像（上田駅前）

### 出生から真田氏の自立
永禄10年（1567年）または元亀元年（1570年）、真田昌幸（当時は武藤喜兵衛を名乗る）の次男として生まれた。母は正室の山手殿。通称は、長男の信幸が源三郎を称し、信繁は源二郎を称した。
真田氏は信濃国小県郡の国衆で、信繁の祖父にあたる幸隆（幸綱）の頃に甲斐国の武田晴信（信玄）に帰属した。信繁の伯父・信綱は先方衆として信濃侵攻や越後国の上杉氏との抗争、西上野侵攻などにおいて活躍している。父の昌幸は幸隆の三男で、武田家の足軽大将として活躍し武田庶流の武藤氏の養子となっていたが、天正3年（1575年）の長篠の戦いにおいて長兄・信綱、次兄・昌輝が戦死したため、真田氏を継いだ。
幸隆は上野国岩櫃城代として越後上杉領を監視する立場にあったが、昌幸も城代を引き継いだ。信繁は父に付き従い甲府（甲府市）を離れ岩櫃に移ったと考えられている。天正7年（1579年）には武田・上杉間で甲越同盟が締結され上杉方との抗争は収束するが、一方で相模の後北条氏との甲相同盟が破綻したため、上野国は引き続き緊張状態にあった。
天正10年（1582年）3月には織田・徳川連合軍の侵攻により武田氏は滅亡し、真田氏は織田信長に恭順して上野国吾妻郡・利根郡、信濃国小県郡の所領を安堵され、信繁は関東守護として厩橋城に入城した滝川一益のもとに人質として赴く。同年6月に本能寺の変により信長が横死すると武田遺領は空白域化し、上杉氏・後北条氏・三河国の徳川家康の三者で武田遺領を巡る争いが発生する（天正壬午の乱）。滝川一益は本能寺の変によって関東を離れる際に信繁も同行させ、木曾福島城で信繁を木曾義昌に引渡した。
真田氏は上杉氏に帰属して自立し、天正13年（1585年）には第一次上田合戦において徳川氏と戦っている。従属の際に信繁は人質として越後国に送られ、信繁には徳川方に帰属した信濃国衆である屋代氏の旧領が与えられたといい、天正13年（1585年）6月24日に屋代氏旧臣の諏訪久三宛に安堵状を発給している。慶長5年以前の信繁領は上田市西塩田の前山村で、上田領全体で千貫以上を所持していた。

### 豊臣秀吉の馬廻衆
織田家臣の羽柴秀吉（豊臣秀吉）が台頭すると昌幸はこれに服属し、独立した大名として扱われる。信繁は人質として大坂に移り、のちに豊臣家臣の大谷吉継の娘、竹林院を正妻に迎えている。
天正17年（1589年）、秀吉の命で、信幸は沼田城を後北条氏へ引き渡したが、北条氏直が裁定に逆らって名胡桃城を攻めたことで、12月に小田原征伐が号令される。翌年の遠征に際しては、昌幸・信幸は前田利家・上杉景勝らと松井田城・箕輪城攻めに、信繁・吉継は石田三成の指揮下で忍城攻めに参戦したと伝えられる。
文禄の役においては、『大鋒院殿御事跡稿』によれば、昌幸・信幸とともに肥前名護屋城に700名の指揮を執って在陣している。『松浦古事記』によると、三ノ丸御番衆の御馬廻組の中に信繁の名がある。
文禄3年（1594年）11月2日、従五位下左衛門佐に叙任されるとともに、豊臣姓を下賜される。この信繁の立身には、岳父の吉継とその母である東殿の意向が反映されていた。
豊臣政権期の信繁の動向は史料が少なく、詳細はわかっていない。文禄3年の叙任も史料自体はあるものの、さらに確認するための別の史料による裏付けは困難でもある。
ただし、近年の研究によって信繁が秀吉の馬廻衆であり、昌幸とは別に1万9000石の知行を有していたことがわかっている。信繁は豊臣政権から伏見城の普請役を課され、大坂・伏見に屋敷を与えられるなど独立した大名として遇されていた。一方で知行地の支配については原昌貞ら昌幸の家臣に任せていた。

### 関ヶ原の合戦
秀吉死後の慶長5年（1600年）に五大老の徳川家康が、同じく五大老の一人だった会津の上杉景勝討伐の兵を起こすとそれに従軍し、留守中に五奉行の石田三成らが挙兵して関ヶ原の戦いに至ると、父と共に西軍に加勢し、妻が本多忠勝の娘（小松殿）であるため東軍についた兄・信之と袂を分かつことになる。諸説あるが東軍西軍どちらにつくかの合議を下野国犬伏（現在の栃木県佐野市）で行ったため、「犬伏の別れ」として語られることが多い。

東軍の徳川秀忠（家康の三男）勢は中山道制圧を目的として進軍し、昌幸と信繁は居城上田城に籠り、38,000の徳川軍を城に立て籠もって迎え撃った。少数の真田隊に手こずった秀忠勢は家康からの上洛を命じられ、攻略を諦めて去った。
また、秀忠勢が去った後も海津城将の森忠政は葛尾城に井戸宇右衛門配下の兵を置いて上田城の動きを監視させていた。これに対して信繁は9月18日と23日の2度討って出て、夜討と朝駆けを敢行している。
9月15日、西軍は秀忠が指揮を執る徳川軍主力の到着以前に関ヶ原で敗北を喫する。昌幸と信繁は本来なら敗軍の将として死罪を命じられるところだったが、信之とその舅である本多忠勝の取り成しがあって、高野山配流を命じられるにとどまり、12月12日に上田を発して紀伊国に向かう。初め高野山にある蓮華定院に入り、次いで九度山に移った。
蟄居中の慶長16年（1611年）に昌幸は死去。慶長17年（1612年）に信繁は出家し、好白と名乗った。

### 大坂城入城
慶長19年（1614年）、方広寺鐘銘事件をきっかけに徳川氏と豊臣氏の関係が悪化する。

大名の加勢が期待できない豊臣家は浪人を集める策を採り、九度山の信繁の元にも使者を派遣して黄金200枚、銀30貫を贈った。信繁は国許（上田）にいる父・昌幸の旧臣たちに参戦を呼びかけ、九度山を脱出して嫡男大助幸昌と共に大坂城に入った。大坂で信繁が指揮を執っていた軍は、鎧を赤で統一していたという。

#### 大坂冬の陣

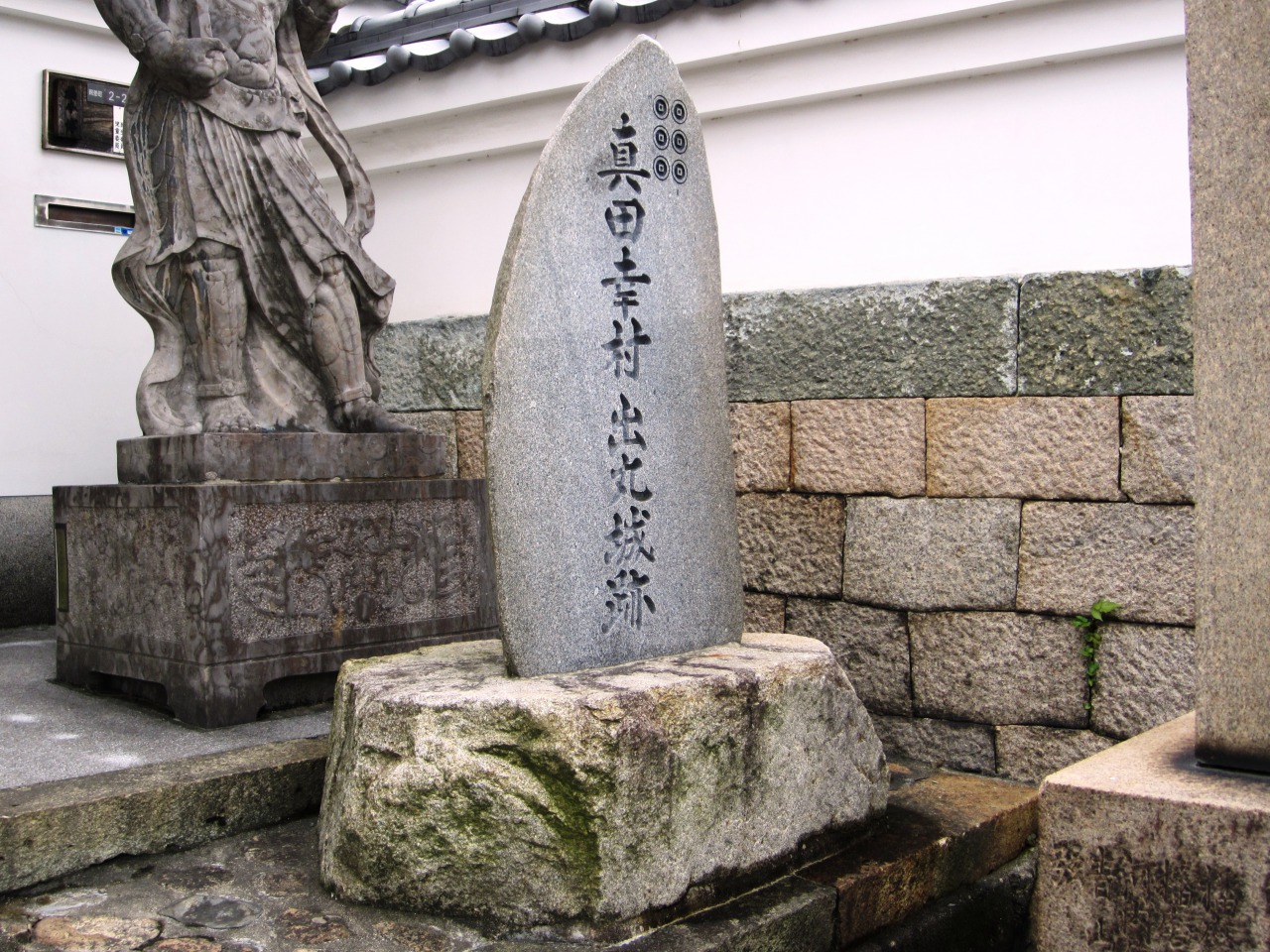
真田幸村出丸城跡（大阪府大阪市天王寺区心眼寺）

慶長19年（1614年）の大坂冬の陣では、信繁は当初からの大坂城籠城案に反対し、先ずは京都市内を支配下に抑え、近江国瀬田（現在の滋賀県大津市。瀬田川の瀬田橋付近）まで積極的に討って出て徳川家康が指揮を執る軍勢を迎え撃つよう主張した。その作戦案に浪人衆は賛成を表明するが結局受け入れられずに終わる。
大坂城への籠城策が決定すると、信繁は大坂城の最弱部とされる三の丸南側、玉造口外に真田丸と呼ばれる土作りの出城を築いたが、千田嘉博によると大坂城の実際の最弱部は、上町台地の中央部、真田丸の西のあたりであるとされる。信繁は、地形の高低差が少なく惣堀の幅も狭い真田丸という突出部を築くことで真田丸に敵の注意を引きつけ、大坂城の真の弱点を見逃しやすくしたのである。さらに真田丸の背後には幅200メートルにもおよぶ深い谷があり、信繁は、真田丸がたとえ落とされたとしても、その谷が大坂城を守りつづけてくれると見越して、この場所に真田丸を築いたのであると指摘している。さらに半円形といわれてきた真田丸は『浅野家文庫諸国古城之図』が採録した『摂津 真田丸』の絵図を調査した千田嘉博により、不定形であったことが判明した。

この戦闘で信繁は、寄せ手を撃退し、初めてその武名を天下に知らしめることとなる。なお、この真田丸を造る際、大野治長を始めとする豊臣方の他の武将は、これを信繁が徳川方に寝返るための下準備と疑っていた。
冬の陣の講和後、この真田丸は両軍講和に伴う堀埋め立ての際に取り壊されてしまった。そして豊臣方の弱体化を謀る家康は慶長20年（1615年）2月に、使者として信繁の叔父である真田信尹を派遣し、「信州で十万石下さるべく候旨」条件を提示し、承知をするならば、本多正純から誓詞を与えると寝返るように説得している 。信繁が秀頼には恩があると言ってこれを断ると、正純から再び信尹を使者として差し向け、今度は「信濃一国を与える」と説得に出たが、これを聞いた信繁は「信濃一国などで裏切るような者だと思ったか。」と立腹して対面をしなかったという。

#### 大坂夏の陣
慶長20年（1615年）の大坂夏の陣では、道明寺の戦い（5月6日）に参加。伊達政宗隊の先鋒（片倉重長ら）を銃撃戦の末に一時的に後退させた。

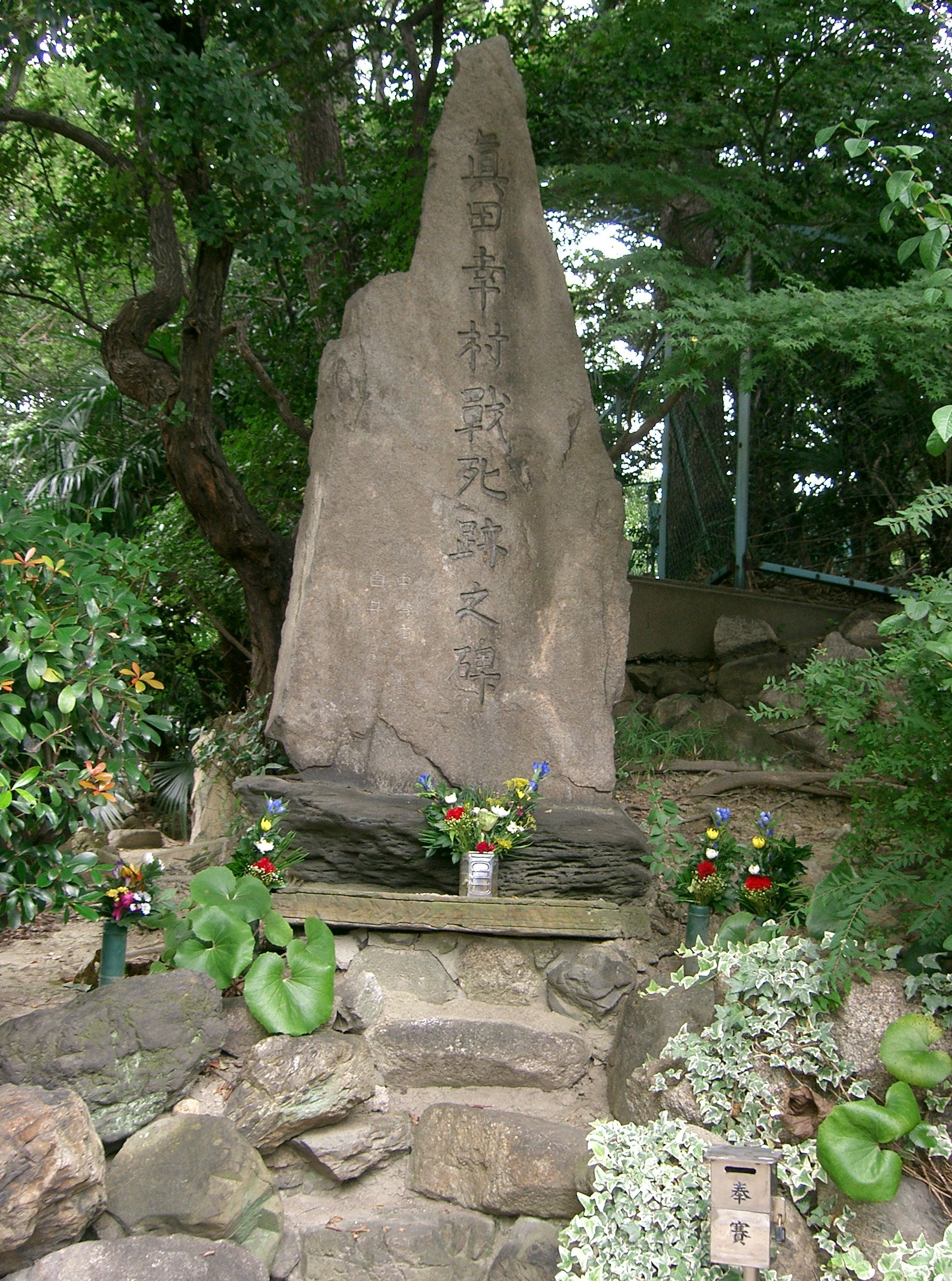
真田幸村戦死跡の碑（大阪府大阪市天王寺区安居神社内）

ただし、この道明寺の戦いでは、先行した後藤基次(通称又兵衛）隊は真田隊が駆けつける前に壊滅し、基次も討死している。この大幅な遅れの要因としては、当日の濃霧のため、真田隊が行路を誤ったためとする史料がある。また、毛利勝永隊はこの時、真田隊より早く戦闘現場に着陣済みで、真田隊の到着を待っていた。しかも当日の指揮権は、大坂城内の譜代の大野治長が持っていた。そのため、後藤基次討死の責任が、信繁や勝永ら現場の武将にあるとは断定できない。しかし、所定の時間に着陣できなかった信繁は毛利勝永に向かって「濃霧のために味方を救えず、みすみす又兵衛（後藤基次）殿らを死なせてしまったことを、自分は恥ずかしく思う。遂に豊臣家の御運も尽きたかもしれない」と嘆き、この場での討死を覚悟した。これを聞いた毛利勝永は「ここで死んでも益はない。願わくば右府（豊臣秀頼）様の馬前で華々しく死のうではないか」と信繁を慰留、自らは退却に移った。ここで真田隊は殿軍（しんがり）を務め、追撃を仕掛ける伊達政宗隊を撃破しつつ、豊臣全軍の撤収を成功させた。この撤退戦の際には、「関東勢百万と候え、男はひとりもなく候」（「関東武者は百万あっても、男子は一人も居ないものだな」）と徳川軍を嘲笑しながら馬に乗り、悠然と撤収したといわれている。この言葉は後世にまで語り継がれた。
信繁は兵士の士気を高めるためには、豊臣秀頼本人の直接の出陣を訴えたが、豊臣譜代衆や、秀頼の母・淀殿に阻まれ、秀頼の出陣は困難を極めた。
5月7日、信繁は大野治房・明石全登・毛利勝永らと共に最後の作戦を立案する。それは右翼として真田隊、左翼として毛利隊を四天王寺・茶臼山付近に布陣し、射撃戦と突撃を繰り返して家康の本陣を孤立させた上で、明石全登の軽騎兵団を迂回・待機させ、合図と共にこれを急襲・横撃させるというものだった、とされている。
先鋒の本多忠朝の部隊が毛利隊の前衛に向けて発砲し、射撃戦を始めた。信繁は、かねての作戦計画に齟齬をきたすため、毛利隊に射撃中止の伝令を遣わし、勝永自身も中止を促したが、射撃戦は激しくなるばかりで、ついに本格的な戦闘へと突入したため、作戦を断念せざるを得なくなった。これを受けて信繁は、軍目付の伊木遠雄に向かって武運拙きことを嘆き、己の死を覚悟したという。そして死を覚悟した信繁は徳川家康本陣のみを目掛けて決死の突撃を敢行した。この突撃は真田隊のみではなく、毛利・明石・大野治房隊などを含む豊臣諸部隊が全線にわたって奮戦し、徳川勢は総崩れの観を呈するに至った。信繁が指揮を執る真田隊は、越前松平家の松平忠直隊・15,000の大軍を突破、合わせて10部隊以上の徳川勢と交戦しつつ、ついに家康本陣に向かって突撃を敢行。精鋭で知られる徳川の親衛隊・旗本・重臣勢を蹂躙し、家康本陣に二度にわたり突入した。真田隊の攻撃のあまりの凄まじさに、家康は二度も自害を覚悟したほどだった。
なお、家康の本陣が攻め込まれ馬印が倒されたのは「三方ヶ原の戦い」以来二度目であり、家康は武田家ゆかりの武将に二度馬印を倒されたこととなる。
大野治長は秀頼の出馬は今しかないと考え、自ら言上しようと大坂城に引き返した。しかしこの時、治長は秀頼の馬印を掲げたまま帰ろうとしたため、退却と誤解した大坂方の人々の間に動揺が走り、落胆が広がった。さらに城内で火の手が上がったことで、前線で奮闘していた大坂方の戦意が鈍った。家康はこれを見逃すことはなく、全軍に反撃を下知した。東軍は一斉に前進を再開し、大坂方は崩れ始めた。
この時、真田隊は越前・松平隊と合戦を続けていたが、そこへ岡山口から家康の危機を知って駆けつけた井伊直孝の軍勢が真田隊に横槍を入れて突き崩したという。真田隊は越前・松平隊の反撃によって次々と討ち取られて数が減っていき、遂には備えが分断されてしまった。数度に渡る突撃で信繁の疲弊も頂点に達した。兵力で勝る徳川勢に押し返され、信繁は家康に肉薄しながら、ついに撤退を余儀なくされたのである。真田隊が撤退をはじめたのを見た毛利隊も攻撃続行をあきらめた。こうして大坂方は総崩れとなって大坂城への退却を開始し、天王寺口の合戦は大坂方の敗北が決定的となった。
信繁は四天王寺近くの安居神社（大阪市天王寺区）の境内で木にもたれて、傷つき疲れた身体を休ませていたところを、越前松平家鉄砲組頭の西尾宗次(甚左衛門)に発見され、「この首を手柄にされよ」との最後の言葉を残して討ち取られた。享年49。実際は、真田信繁だという首級が多数あったと言われている。一方、近年発見された新史料では、生玉（生國魂神社の周辺）と勝鬘（勝鬘院の周辺）の間の高台で身を休めていた信繁に、西尾が相手を知らずに声をかけ、互いに下馬して槍で戦った末に討ち取り、後に陣中見舞いに来た知人が過去に真田家に仕えていたことから信繁の首と判明したと記述されている。

## 人物・逸話・俗説

真田家の家紋である六文銭

- 源氏（清和源氏海野流）の家系であり[11][12][13][14][15]、自身が仕えた武田氏と豊臣氏も源氏（武田氏は甲斐源氏、豊臣氏は宇多源氏佐々木流）であったという説が存在する。
- 旗印である六文銭（もしくは「六連銭」）は、冥銭を表しているといわれている。冥銭とは本来古代中国の習俗で[65]、日本ではとくに亡くなった人を葬る時に棺に入れる六文の銭を意味し、三途の川の渡し賃のことである。これを旗印にする事は死を受け入れる「不惜身命」[注釈 17]を意味するといわれている。
- 家康を追いつめた勇猛な名将として語り継がれた。夏の陣の戦功においては、自らも参戦した証人とも言える黒田長政は生前に、大坂夏の陣図屏風を描かせ、右隻中央に信繁軍の勇猛果敢な姿を配している。江戸時代中期の文人・神沢杜口は、自身の著した随筆集『翁草』のなかで、「史上、単独一位は真田、第二の功は毛利」と記し、さらに「惜しいかな、後世、真田を言いて、毛利を言わず」と、毛利勝永の活躍を記している。幕府・諸大名には当然ながら知られていたが、庶民には夏の陣から後、主に軍記物や講談等でその名将ぶりが知られていった。徳川に敵対したにもかかわらず幕府側は、真田の名将ぶりの流布を敢えて禁ずることはなかった。これに関しては、「その忠勇に敵方も武士として尊意を示した」「主君に最後まで忠義を尽くすという筋立てが幕府に容認された」とされる。他に「二代将軍となった秀忠の関ヶ原での遅参を誤魔化すため、真田親子が名将の方が都合が良かった」「大坂の陣でやや不甲斐なかった徳川勢を遠回しに擁護するため」といった見方も存在する。
- 信繁の人柄は、兄・信之の言葉によると柔和で辛抱強く、物静かで怒る様なことは無いという、およそ勇猛な武将のイメージとはかけ離れたものであったようである。また、信之は『幸村君伝記』において「左衛門佐は国郡を支配する本当の侍であり、それに対して我らは見かけを必死に繕い、肩をいからしている道具持ちという程の差がある」とも語っている。
- 「台徳院殿御実紀」に記述されている逸話として、家康は大坂方の諸将の中で最も活躍した信繁に脅威を覚え、大坂冬の陣の後には信繁の兄・真田信之に命じて信濃一国40万石で彼を調略しようとしているが、この破格の条件に興味を微塵も見せず豊臣家への忠誠を最期まで貫き通しているとされる（諸説があり叔父真田信尹に命じて上田10万石とも）。
- 大坂の陣において後藤基次の近習を務めた、長沢九郎兵衛という者が後年に口述筆記させた『長沢聞書』によると、「真田左衛門佐（信繁）は四十四、五にも見え申し候。ひたひ、口に二、三寸の疵跡あり小兵なる人にて候」とあり、年齢相応（大坂入城時、信繁48歳）の容姿をした小男であったと想像される。
- 『真武内伝追加』によれば、九度山幽閉中の信繁は日頃から地域の人々や老僧と深く交わり、狩りをしたり寺に遊びに行っては囲碁や双六に興じ、屋敷では夜更けまで兵書を読み耽っていたという。また、父昌幸生存中は、兵書の問答を欠かさず、欠けていた知識を教え込まれ、常に武備を怠ることは無かった。心中に蟠竜（伏流する竜）を保ち近隣の郷士や郎従をしばしば集めては、兵術、弓、鉄砲の訓練を行っていたとされる。これがどこまで真実であるかは定かでは無いが、信繁のその後の戦歴と活躍を見ると極めて蓋然性が高い[61]。
- 大坂の陣の後、秀頼と嫡男の大助（幸昌）とともに薩摩国に落ちのびたとする俗説がある[29]。

## 愛用の刀槍
現在のところ、信繁の愛用の刀槍が何であったのかは不明である。
講談や軍記物語では、信繁の愛槍は「十文字槍」とされ、これは両鎌槍を強化して作られた細めの槍である。槍の柄は朱色に塗られ、真田の赤備えに恥じぬ名槍であったと講談や軍記物語では語られている。大坂夏の陣図屏風に描かれた信繁も十文字槍を握っている。
信繁の愛刀についても、刀は正宗、脇差しは貞宗、とする話が有名だが、これは歴史書というよりも歴史小説に近い明治初期の『名将言行録』（明治2年（1869年））に登場する説である。他にも、村正の大小を帯びたという説が有名だが、こちらは噂の出処が比較的古く、徳川光圀の家臣が元禄14年（1701年）12月に著した光圀の言行録『桃源遺事』まで遡ることができる。この書によれば、光圀は、「真田信仍は東照君（家康）を宿敵と見なしてから、常に千子村正の大小（打刀と脇差の一揃い）を手放さなかった。村正は徳川家不吉の刀と聞いて、東照君を調伏（呪殺）する意図があったのだと聞く。武士とはこのように、常日頃からこのようなことにまで忠義に心を尽くすものだ」と称賛していたという。なお、実際に村正を大小で愛用していたのは、徳川家康である。こちらは噂や伝説などではなく、尾張徳川家に伝来した由緒正しいものがあり、大小のうち村正の脇差は大正時代に売却されたが、徳川家康愛用の村正の打刀は徳川美術館が所蔵し、今も展覧会などで観ることができる。信繁の兄の真田信之の家系松代藩真田家には、村正の弟子の千子正重の刀が伝来していた（信之のものかは不明）ので、信繁が村正を所有していたとしても時代考証的に不自然ではない。ただし、徳川家に祟るとする妖刀伝説が発生したのは家康の死後なので、その場合はただの業物としての村正ということになる。

## 伝承
- 島津忠恒
「五月七日に、御所様の御陣へ、真田左衛門仕かかり候て、御陣衆追いちらし、討ち捕り申し候。御陣衆、三里ほどずつ逃げ候衆は、皆みな生き残られ候。三度目に真田も討死にて候。真田日本一の兵、古よりの物語にもこれなき由。惣別これのみ申す事に候。」[70][71]。
- 細川忠興
「左衛門佐、合戦場において討ち死に。古今これなき大手柄。」[72]
- 徳川家康
「真田幸村は大将に似合わぬ働きをした。それは前日の道明寺の戦いで伊達政宗軍と戦った際、8千挺の鉄砲に打ちすくめられ屈強の兵士を多く失ったことだ。そのために翌日の戦いではあまり活躍できなかったのだ」[73]
- 『大坂御陣覚書』（宇佐美定祐）
「真田は味方の諸軍乱走るも機を屈せず、魚鱗に連なりて駆け破り、虎韜に別れては追い靡き、蜘蛛手十文字に掛け破らんと、馬の鼻を双べて駆け入り、其の速かなるは疾雷の耳を掩ふに及ばざるが如し。」
- 『翁草』（神沢杜口）
「真田は、千載人口に残る奇策幾千百ぞや。そもそも信州以来、徳川に敵する事数回、一度も不覚の名を得ず、徳川の毒虫なりと世に沙汰せり、当世の英雄真田を非ずして誰ぞや。絶等離倫、一世の人物、今にいたりて女も童もその名を聞きてその美を知る。」
- 『北川覚書』
「車軸を流す雨の如く候へども、真田が備、一人も散らず真丸に堅り、とてものがれぬ処にて候間。一寸も後をみせ候なと、皆々念仏を唱へ、死狂に懸り候。」
- 『元和先鋒録』〈藤堂藩大阪夏之陣御先手勤方覚書〉（藤堂高文）
「真田左衛門合戦の様子奇怪の節多し、此の日初めは茶臼山に出、夫より平野口に伏兵を引廻し、又岡山に出て戦ふ。後に天王寺表に討死す。其の往来抜け道の跡、今に相残り候旨、実にしやかに書き記し候。」
- 『山下秘録』
「家康卿の御旗本さして、一文字にうちこむ、家康卿御馬印臥せさすること。異国は知らず、日本にはためし少なき勇士なり、ふしぎなる弓取なり真田備居侍を一人も残さず討死させる也。合戦終わりて後に、真田下知を知りたる者、天下に是なし。一所に討死にせるなり。」
- 『言緒卿記』（山科言緒）
「五月七日、癸丑、天晴。大坂落城す。天王寺にて、真田、たびたび武辺、其の後、討死なり」[74]。

上記以外にも、信繁（幸村）の活躍は後世、伝承として各大名家などの文書に記録され、「武勲にあやかろうとした諸将が信繁の首から遺髪をこぞって取り合いお守りにした」と言われる。

## 墓所・遺品

### 墓所
真田信繁の墓所（正確には供養墓・供養塔）は、以下の複数が確認されている。
- 龍安寺塔頭大珠院（京都府京都市）
信繁の正室竹林院の叔母の夫であり、信繁の七女おかねの舅、または夫でもあった石川貞清（宗林）は、竹林院を始めとする信繁の遺族を援助したことでも知られ、龍安寺に信繁夫妻の墓を建立した。この墓は鏡容池の弁天島に現存するとされるが、非公開となっている。
- 妙心寺塔頭養徳院（京都府京都市）
真田家系譜に「御葬地不詳御石牌京都花園妙心寺塔頭養徳院に有り」とあるが、非公開となっている。
- 田村家墓所（宮城県白石市）
田村家出身の片倉定広（田村清顕の甥宗顕の子）に嫁いだ五女・阿昌蒲の縁で、田村家の墓所に墓が建立された。
- 長国寺（長野県長野市）
松代藩真田家の菩提寺。信繁と嫡男の幸昌の供養塔がある。
- 孝顕寺（福井県福井市）
西尾宗次は、自家の菩提寺に首塚を建立（首塚の上に安置されていた通称「真田地蔵」は、西尾家の子孫が福井市立郷土歴史博物館へ寄贈し保存）。実際に首が埋葬されたかは不明。
- 妙慶寺（秋田県由利本荘市）
四女・御田姫（顕性院）が真田家（信繁系統）の菩提寺として建立した寺。墓はないが位牌が残されている。
- 心眼寺（大阪府大阪市）
真田丸所在地に信繁の菩提を弔うため創建された寺。2014年の信繁四百回忌に合わせて墓碑が建立された。

また、逃亡伝説に基づいた墓所も全国に点在する。

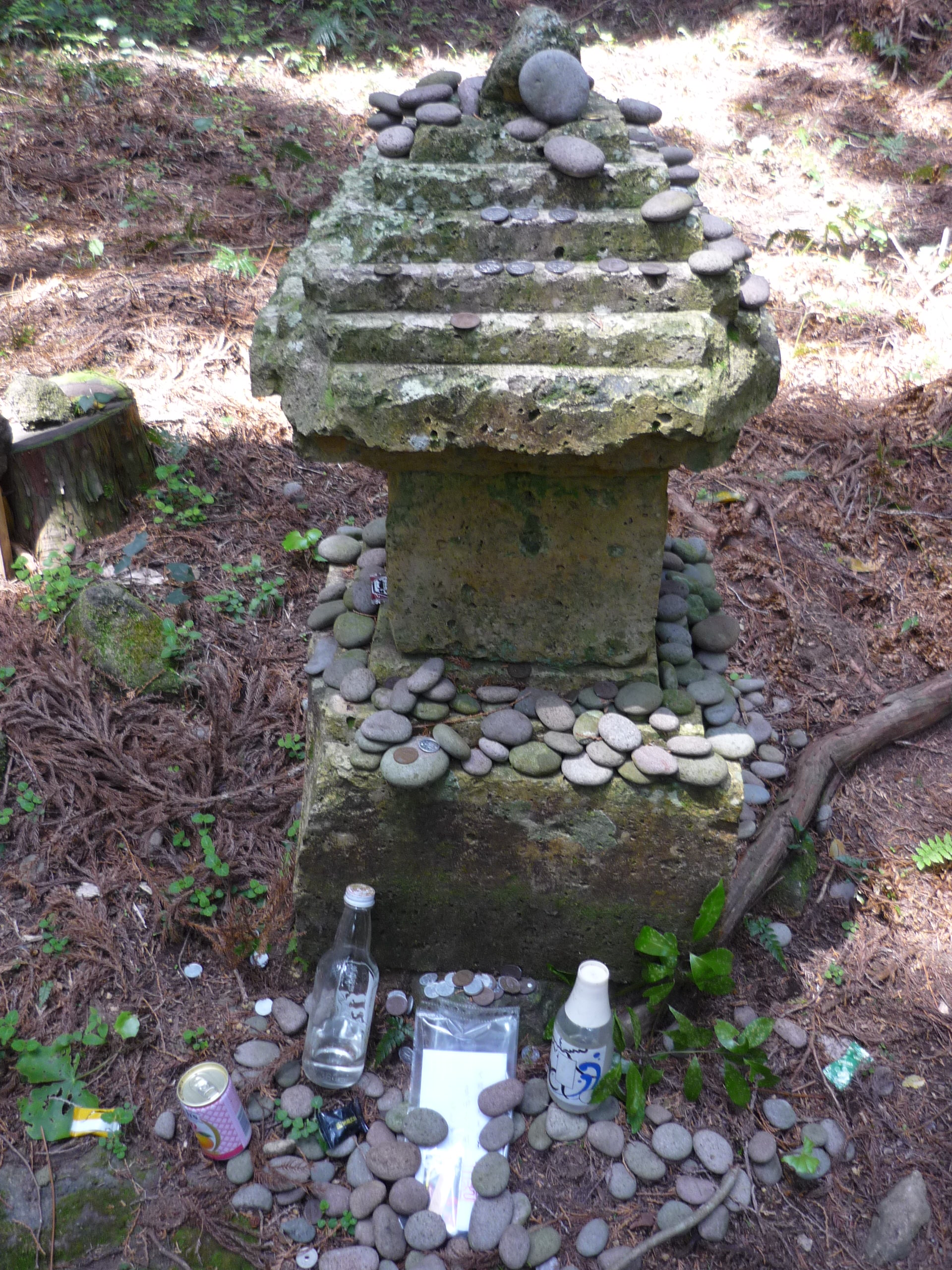
薩摩半島頴娃の伝真田幸村の墓

- 田原家私有林墓石（鹿児島県南九州市頴娃町牧ノ内の雪丸地区）
真田幸村（伝承のまま）は大阪の陣の後、島津の軍船で鹿児島に逃れ、谷山（今の鹿児島市谷山地区）に上陸した。鹿児島では幸村は芦塚左衛門と名乗ったが、現地の者は、幸村を芦塚大左衛門、その子・真田大助幸昌を芦塚中左衛門、孫を芦塚小左衛門と区別していた。その後、豊臣秀頼を谷山においたまま、尾根伝いに揖宿郡頴娃村（今の南九州市頴娃町）に潜入し、（牧ノ内）雪丸に居を構え住んだ。その名残として墓が立てられたが、その墓には何の刻印もない。幸村は、頴娃村摺木の百姓娘との間に隠し子をもうけたが、徳川幕府の追及を逃れるため、その娘を（別府）大川の浦人に嫁がせ、生まれた子は瓢左衛門と名づけられた。その子孫は幕末になって名字帯刀を許され、真江田姓を称し、（別府）大川の真江田家・難波家の墓には六文銭が刻まれている。
- お篭もり堂（長崎県南島原市西有家町）
ここには、「真田幸村の墓」（伝承のまま）とするものがあり、大助幸昌の子孫とされる山田芦塚家の墓は雲仙旧山田村牧之内にある。
- 一心院（秋田県大館市）
大坂の陣では死なずに、島津を頼って鹿児島に落ち延びたとする伝説に由来する。島津家が徳川に恭順したため、その後は各地を放浪。寛永2年（1625年）から四女御田姫の嫁ぎ先の実家佐竹家に庇護され大館に住み、寛永18年（1641年）に75歳で没したと伝えられる（嫡男大助の墓もある）。

### 遺品
- 六十二間小星兜（井伊美術館所蔵） - 大坂の陣で着用していたと伝わる鎧兜[76]

## 系譜
両親
- 父：真田昌幸
- 母：山手殿　（出自については諸説あり）

兄弟姉妹
| - 村松殿：小山田茂誠室 - 真田信之：信濃松代藩初代藩主 - 清陽院（保科正光室） - 清寿院（真田幸政室） | - 女（鎌原重春室） - 趙州院（宇田頼次室→滝川一積室） - 真田信勝（旗本） | - 真田昌親（旗本） - 清光院（妻木頼照室） |

妻子
信繁には多くの子供がいたが、九度山へ幽閉される以前は女児しかおらず、嫡男の大助（真田幸昌）は幽閉地の九度山で生まれた。幸昌は大坂城にて子を残さぬまま自害したため、真田氏におけるこの系統は絶えた。三男の三好幸信が生まれたのは慶長20年の7月であり、信繁はこの2か月前に討ち死にしている。ただし、庶流には以後も系譜があった。
次男の大八（真田守信）は伊達家重臣で後に三女阿梅の夫となる片倉重長の元で姉達と共に保護され、後に元服し片倉守信となった。これが仙台真田家として現在も続くこととなる。
| - 正室：竹林院（大谷吉継の娘） - 四女4：あくり/あぐり - 蒲生郷喜（蒲生郷舎の兄）室 - 長男5：真田幸昌（大助、諱は信昌とも云う） - 六女7：阿昌蒲（おしょうぶ） - 片倉定広（田村姓も称す。伊達政宗の正室愛姫の甥）室 - 七女8：おかね - 石川重正室、または石川貞清室 - 次男9：片倉守信（大八） - 仙台真田家初代当主。 - 側室：隆清院（豊臣秀次の娘） - 五女6：顕性院（なほ/御田姫）- 岩城宣隆（佐竹義重の四男）継室 - 岩城重隆 - 出羽亀田藩第3代藩主（信繁の孫） - 三男10：三好幸信（左次郎） - 実姉の御田姫に引き取られて岩城家で育てられた。出羽亀田藩士。 | - 側室：堀田興重の娘または妹 - 長女1：阿菊/すへ - 石合重定/道定室 - 側室：高梨内記の娘 - 次女2：於市（いち） - 九度山で若死 - 三女3：阿梅（お梅） - 滝川一積養女、片倉重長後室（母は竹林院ともされる） - 不詳：農家の娘 - 八女11：某 - 青木次郎右衛門室 - 九女12：某 - 早世 - その他の子孫（伝承） - 真田之親（権左衛門） - 真江田瓢左衛門（人物・逸話・俗説を参照） （数字は出生順） |

## 伝説・創作
慶長20年（1615年）5月7日、享年49で死去したものとされるが、『真田三代記』には信繁の影武者が7人も居たとの伝承があり、そのため大坂城が落ちるのを眺めつつ、豊臣秀頼を守って城を脱出し、天寿を全うしたという俗説がある。「花の様なる秀頼様を、鬼の様なる真田が連れて、退きも退いたよ加護島（鹿児島）へ」と京童に歌われたという。当時の人々の心情が流行り歌になったのだろうとも見られる。

### 真田三代記
『真田三代記』は江戸中期〜末期に成立した、真田幸隆・昌幸・幸村（同記での表記）の三代が徳川を相手に奮闘する物語である。後に生まれる真田十勇士の内、穴山小助・三好清海入道・三好為三入道・根津甚八といった武将が登場する。これが十勇士の原型とみられ、幸村を題材にした講談の流布とともに真田人気に繋がった。土橋治重による現代語訳・抄訳がPHP文庫から刊行されている。

### 真田十勇士
真田幸村の10人の忠臣として著名な「真田十勇士」は、『難波戦記』や『真田三代記』を底本して大正時代に一世を風靡した立川文庫で講談として創作された。この書き講談は、『真田諸国漫遊記』など20数巻あるが、特に『猿飛佐助』が好評を博したことで、続巻が次々とつくられることになった。真田領の近くには、忍びの里として有名な「戸隠の里」の伝承があり、いわゆる現在の幸村伝説と、彼をとりまく十勇士という組み合わせは、明治末から大正、昭和にかけて子どもの人気を集めた。

真田十勇士という言葉は『常山紀談』の山中鹿之助を筆頭とする「尼子十勇士」からヒントを得て用いられたものであり、前述の『真田三代記』にある7人の影武者の話をモデルにしている。講談では、当初は三勇士で、それが七勇士になって、十勇士が勢揃いするという経緯がある。主に挙がる名前は、猿飛佐助、霧隠才蔵、根津甚八、由利鎌之助、筧十蔵、三好清海入道、三好伊三入道、望月六郎、海野六郎、穴山小介。ただし、作品によって若干ばらつきが見られる。

## 関連作品

### 小説
- 尾崎士郎『真田幸村』（鱒書房、1956年 / 春陽文庫、1985年 / 廣済堂出版 / 河出文庫、2015年）
- 柴田錬三郎『真田幸村 真田十勇士』（文藝春秋、1963年 / 文春文庫、1975年、新装版2014年）
- 司馬遼太郎「軍師二人」（『花房助兵衛』所収、桃源社、1963年）
- 佐竹申伍『真田幸村―家康が怖れた男の生涯』（青樹社、1967年 / PHP文庫、1992年）
- 中田耕治『異聞真田幸村』（東都書房、1967年 / 大陸文庫、1987年）
- 池波正太郎『真田太平記』（朝日新聞社、1974年-1983年 / 新潮文庫）
- 海音寺潮五郎『真田幸村〈上・下〉』（六興出版、1983年 / 角川文庫、1989年 / 人物文庫、2005年）
- 渡辺一雄 (作家)『真田幸村風雲録』（広済堂文庫、1997年）
- 荒山徹『魔風海峡 死闘！ 真田忍法団対高麗七忍衆』（祥伝社、2000年 / のち『魔風海峡 上 死闘！真田忍法団』『魔風海峡 下 血戦！高麗七忍衆』として文庫化、2004年、祥伝社文庫）
- 高橋直樹『真田幸村と後藤又兵衛』（PHP文庫、2014年）
- 蒲原二郎『真紅の人：新説・真田戦記」（KADOKAWA、2015年 / 角川文庫、2016年、ISBN 4041043638）
- 木下昌輝「日本一の兵」（初出：『決戦！大坂城』収録、講談社、2015年 / 講談社文庫、2017年 / 「日本一ノ兵」と改題し再録：『兵』講談社、2018年 / 『つわもの』講談社文庫、2022年）
- 今村翔吾『幸村を討て』（中央公論新社、2022年 / 中公文庫、2024）

### 映画
- 真田幸村（1910年、演：尾上松之助）
- 真田漫遊記（1913年、演：尾上松之助）
- 真田三代記 第一篇幸村の巻（1920年、演：尾上松之助）
- 真田幸村漫遊記（1920年、演：澤村四郎五郎）
- 真田幸村最後の決戦（1921年、演：澤村四郎五郎）
- 真田幸村と大助（1922年、演：嵐珏松郎）
- 真田幸村の謀略（1979年、演：松方弘樹）
- 映画 講談・難波戦記 -真田幸村 紅蓮の猛将-（2015年）

### テレビドラマ
- 風雲真田城（1964年、ABC 演：高田浩吉）
- 戦国太平記 真田幸村（1966年、TBS・ナショナル劇場 演：中村錦之助）
- 真田太平記（1985年、NHK新大型時代劇 演：草刈正雄）
- 風雲!真田幸村（1989年、テレビ東京・東映 演：北大路欣也）
- 家康が最も恐れた男 真田幸村（1998年、テレビ東京・12時間超ワイドドラマ 演：松方弘樹）
- 真田丸（2016年、NHK大河ドラマ、演：堺雅人）

### 舞台
- 大忍者劇場、忍者劇場（時代テーマパーク）
- 舞台『刀剣乱舞』天伝 蒼空の兵-大坂冬の陣-

### アニメ
- NARUTO -ナルト- 疾風伝
  - 戦国NARUTO

### ゲーム
- 戦国無双シリーズ（コーエーテクモゲームス、声：草尾毅、斉藤佑圭）
  - 戦国無双 〜真田丸〜
- 戦国BASARAシリーズ（CAPCOM、声：保志総一朗）
- 仁王（コーエーテクモゲームス、声：三木眞一郎）

### 楽曲
- 松崎しげる
  - 「星占い〜真田幸村」（1973年、詞：佐伯孝夫、曲：渡辺岳夫。コンピレーション・アルバム『戦国の武将』（規格品番：SJX-155）収録）
- さくらゆき
  - 「炎の月」（大坂の陣に挑むにあたり覚悟を決めた心情を描いた曲／詞：小栗さくら、曲：あきつ）
  - 「沈まぬ太陽」（詞：遠野ゆき、曲：廣瀬謙介）
  - 「雁金の空」（真田信之・信繁幼少期イメージ曲／詞・曲：小栗さくら）
  - 「魂の絆」（真田4代―幸隆・昌幸・信之・信繁・大助・大八―イメージ曲／詞：小栗さくら、曲：小池勝彦）
- 戦国BASARAシリーズ
  - キャラクターソング複数。
- 戦国無双シリーズ
  - キャラクターソング複数。

### 歌謡浪曲
- 三波春夫『長編歌謡浪曲 真田軍記 沼田城物語』
- 三波春夫『長編歌謡浪曲 続・沼田城物語 関ケ原前夜』